# Тітіріджі чорногорлий
Тітірі́джі чорногорлий (Hemitriccus granadensis) — вид горобцеподібних птахів родини тиранових (Tyrannidae). Мешкає в Андах.

## Підвиди
Виділяють сім підвидів:
- H. g. lehmanni (Meyer de Schauensee, 1945) — Сьєрра-Невада-де-Санта-Марта;
- H. g. intensus (Phelps & Phelps Jr, 1952) — північно-західна Венесуела;
- H. g. federalis (Phelps & Phelps Jr, 1950) — північна Венесуела;
- H. g. andinus (Todd, 1952) — північ центральної Колумбії і західна Венесуела;
- H. g. granadensis (Hartlaub, 1843) — від західної і центральної Колумбії до північного Еквадору;
- H. g. pyrrhops (Cabanis, 1874) — південно-східний Еквадор і північне Перу;
- H. g. caesius (Carriker, 1932) — південно-східне Перу і західна Болівія.

## Поширення і екологія
Чорногорлі тітіріджі мешкають у Венесуелі, Колумбії, Еквадорі, Перу і Болівії. Вони живуть у вологих гірських тропічних лісах Анд та у високогірних чагарникових заростях. Зустрічаються на висоті від 1800 до 3300 м над рівнем моря. Живляться комахами, на яких чатують серед рослинності.